# Grand Bahama
Grand Bahama ist eine der nördlichsten Inseln der Bahamas und liegt ca. 90 km vor der Küste von Florida, USA.

## Geschichte

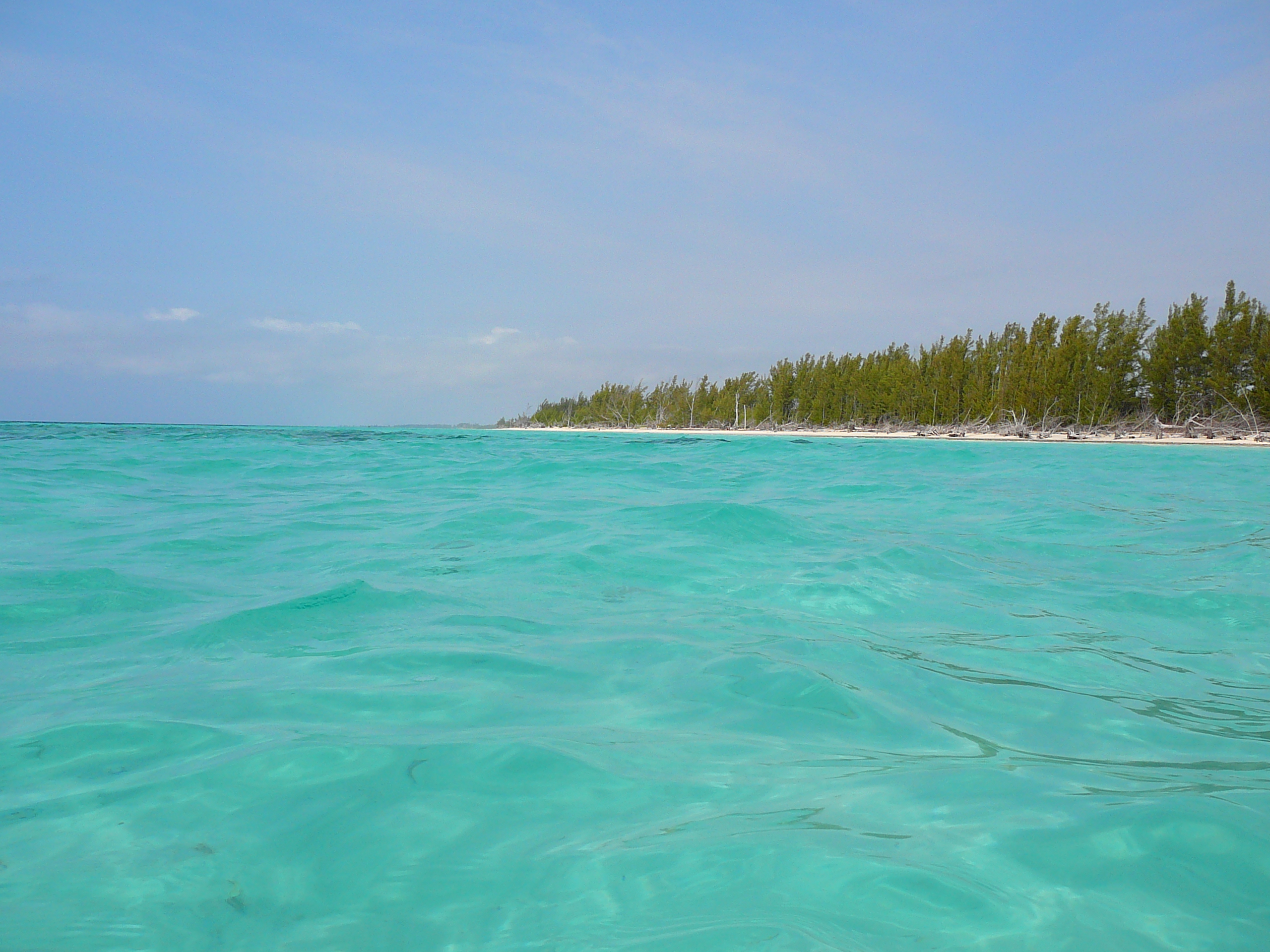
Der Gold Rock Beach auf Grand Bahama

Die ersten bekannten Bewohner der Insel waren im Steinzeitalter die Siboney-Indianer, von denen es außer einigen Artefakten wie Muschelornamenten und Juwelen nur noch wenige Überreste gibt. Dieses Volk verschwand möglicherweise, als Taíno-Arawaks aus Südamerika mit ihren Kanus den Großteil der Karibischen Inseln kolonisierten.
Die Arawak-Gemeinschaften auf den großen Bahamas, die als Lucayans bezeichnet werden, wurden in Folge sowohl im sozialen als auch im politischen Bereich zu einer gut organisierten Gesellschaft. Zur Zeit der Ankunft der ersten Spanier 1492 wird die Zahl der Einwohner auf rund 4000 geschätzt. In Folge wurden die Ureinwohner durch aus Europa eingeschleppte Krankheiten, Gräueltaten der Europäer und Verschleppung in die Sklaverei (als Minenarbeiter auf den karibischen Inseln Hispaniola und Kuba, als Perlentaucher auf Trinidad) ausgelöscht. Das Verschwinden der Lucayaner erfolgte so schnell, dass über das Volk nur mehr sehr wenig bekannt ist. Im Lucayan National Park und in Dead Man's Reef wurden mehrere Artefakte gefunden, die auf komplexe Bestattungsrituale hinweisen.
Die Spanier nannten die Insel Gran Bajamar, was „große Untiefe“ bedeutet. Die zahlreichen Korallenriffe waren sehr gefährlich und führten zum Abzug der Spanier (bis auf gelegentliche Stopps vorbeifahrender Schiffe zur Proviantaufnahme). Sie zogen dafür Piraten an, die Schiffe auf die Riffe drängten und anschließend plünderten. Die Spanier hatten nach der Ausbeutung der Ureinwohner nur mehr ein sehr geringes Interesse an der Insel, und so wurde die Insel 1670  von den Engländern in Besitz genommen. Die Piraterie blieb zwar noch ein halbes Jahrhundert ein Problem, wurde aber zunehmend unter Kontrolle gebracht. Grand Bahamas Geschichte verlief in Folge bis zur Mitte des 19. Jahrhunderts sehr ruhig, und es lebten nur 200 bis 400 Bewohner in der Hauptstadt West End.
1834 wurden die Städte Pinder’s Point, Russell Town und Williams Town nach dem Verbot der Sklaverei in England von ehemaligen Sklaven gegründet. Die Insel war wirtschaftlich bis zum Amerikanischen Bürgerkrieg nur wenig entwickelt. Der Schmuggel von Gütern für die Konföderation (vor allem Waffen, Zucker und Baumwolle) führte zu einem wirtschaftlichen Aufschwung. Ein zweiter kurzer Aufschwung durch den Schmuggel fand während der Prohibition statt.
Am 2. September 2019 überquerte der sehr langsam ziehende schwere Hurrikan Dorian zunächst die weiter östlich gelegene Insel Great Abaco und dann Grand Bahama.

## Wirtschaftliche Entwicklung
Mitte des 20. Jahrhunderts betrug die Bevölkerung von Grand Bahama rund 500 und die Insel war eine der wirtschaftlich am wenigsten entwickelten der Bahamas. Mit der Gründung der Stadt Freeport durch den Financier Wallace Groves aus Virginia kam die Insel 1955 zu einer stabilen Einnahmequelle. Groves sah den Erfolg von Kuba als Tourismusziel und wollte die Bahamas in eine ähnliche Richtung entwickeln. Die Stadt wuchs schnell, als Groves einen Hafen baute und 1962 das Tourismuszentrum von Port Lucaya.
Auf der Insel gibt es mehrere pharmazeutische Forschungsanstalten zur Erforschung neuer Medikamente, welche meist von ausländischen Konzernen betrieben werden. Außerdem gibt es noch Öllager- und verarbeitungsstätten von Statoil sowie der venezolanischen Regierung und einen Transporthafen des in Hong Kong angesiedelten Konzerns CK Hutchison Holdings. Daneben existieren Kunststoff- und Polymerfabriken, welche viele der durch die Ölverarbeitung anfallenden Sekundärrohstoffe verarbeiten. Es wird auch exportorientierte Landwirtschaft und Fischerei, vor allem von Zitrusfrüchten, Geflügel und Meeresfrüchten, betrieben.
Freeport wurde die zweitgrößte Stadt auf den Bahamas (über 50.000 (2004)), und Touristen sind mittlerweile die Haupteinnahmequelle der Insel. 

## Weitere Städte und Ortschaften
West End, bis zur Gründung von Freeport die Hauptstadt von Grand Bahama, ist die älteste und am weitesten westlich gelegene Stadt der Insel. McLeans Town ist die östlichste Siedlung und ungefähr mit der Fähre in rund 30 Minuten von der nördlichsten Siedlung von Abaco zu erreichen.

## Natur und Umwelt
Insbesondere die buchtenreiche nördliche Küste ist von Korallenriffen und teilweise Mangrovenwaldwäldern gesäumt. In den Küstengewässern kommen Tigerhaie vor. Weite Teile der Nordküste und die abgelegenen östlichen Inselteile stehen unter Naturschutz.
Das Landesinnere besteht aus Heidelandschaft, Buschland sowie Kiefernwäldern, welche von Fledermäusen, dem Bahamasternkolibri und der Bahamas-Schwalbe bewohnt werden. Die Wälder sind akut von Abholzung bedroht, da nahezu der komplette westliche und zentrale Teil von Grand Bahamas für Wohnbebauung reserviert ist. Weite Teile des Landesinneren sind, auf Satellitenbildern gut erkennbar, von Schneisen für geplante Wohnstraßen durchzogen.